# Szumba-szigeti zöldgalamb
A Szumba-szigeti zöldgalamb (Treron teysmannii) a madarak osztályának galambalakúak (Columbiformes) rendjébe és a galambfélék (Columbidae) családjába tartozó faj.

## Rendszerezése
A fajt Hermann Schlegel német természettudós írta le 1879-ben.

## Előfordulása
Indonéziához tartozó Kis-Szunda-szigetek egyik szigetén Sumbán honos. Természetes élőhelyei a szubtrópusi vagy trópusi síkvidéki esőerdők. Állandó, nem vonuló faj.

## Megjelenése
Testhossza 28 centiméter.

## Természetvédelmi helyzete
Az elterjedési területe kicsi, egyedszáma pedig csökken. A Természetvédelmi Világszövetség Vörös listáján mérsékelten fenyegetett fajként szerepel.